# Kaare Wahlberg
Pour les articles homonymes, voir Wahlberg.
Kaare Wahlberg (né le 3 juillet 1912 et mort le 29 février 1988) est un ancien sauteur à ski norvégien.

## Palmarès

### Jeux olympiques
| Épreuve / Édition | Lake Placid 1932 | Garmisch-Partenkirchen 1936 |
| Individuel        | Bronze           | 4e                          |

### Championnats du monde
| Épreuve / Édition | Oberhof 1931 |
| Individuel        | 5e           |